# 早水将希
早水 将希（はやみず まさき、1984年8月19日 - ）は、日本のプロバスケットボール指導者である。大阪府出身。

## 来歴
大阪府立大塚高校・日本体育大学を卒業後、幼児体操インストラクターを経て、2012年にJBL2のデイトリックつくばへ練習生として入団。
2013年に選手を引退し、NBLのつくばロボッツにてマネージャー就任、翌2014年にアシスタントコーチを務める。2015年1月退団。
2015年2月、ジュニア期アカデミー・プロ選手のオフ期活動の場として「ペネトレイトバスケットボールクラブ」を設立、代表に就く。
同年、NBDLの東京八王子トレインズヘッドコーチに就任。プロクラブ化初年度のチームを率い、6位でシーズンを終える。
2016年、B.LEAGUE初年度をB2で戦う東京エクセレンスのヘッドコーチに就任。翌2017年から4シーズンは、同チームでアシスタントコーチを務めた。
2021年には、B3リーグ・東京八王子ビートレインズのヘッドコーチに、5シーズンぶりに就任した。
翌2022年、B3新規参入の東京ユナイテッドバスケットボールクラブの初代ヘッドコーチに就任。2022-23シーズンを6位、2023-24シーズンを7位と、共にプレーオフ進出を果たした。シーズン終了後、東京ユナイテッドバスケットボールクラブを退団した。
2024年、Wリーグ・三菱電機コアラーズのアシスタントコーチに就任。
2025年、三菱電機を退団。
2025年、B3リーグ・岐阜スゥープスのヘッドコーチに就任。